# 闭箭石科
闭箭石科（学名：Phragmoteuthidae）为头足纲的一个科。

## 下级分类
本科包括以下属：
- Permoteuthis Rosenkrantz, 1946
- 闭箭石属 Phragmoteuthis Mojsisovics, 1882